# كوني تشان
كوني تشان (بالصينية: 陳寶珠) مغنية أوبرا صينية، ولدت في 10 ديسمبر 1946 في غوانزو في الصين.

## وصلات خارجية
- كوني تشان على موقع IMDb (الإنجليزية)
- كوني تشان على موقع ميوزك برينز (الإنجليزية)